# Philodendron monsalveae
Philodendron monsalveae är en kallaväxtart som beskrevs av Thomas Bernard Croat och D.C.Bay. Philodendron monsalveae ingår i släktet Philodendron och familjen kallaväxter.
Artens utbredningsområde är Colombia. Inga underarter finns listade.